# Борове (Вармінсько-Мазурське воєводство)
Борове (пол. Borowe, нім. Borowen) — село в Польщі, у гміні Сорквіти Мронґовського повіту Вармінсько-Мазурського воєводства.
Населення — 114 осіб (2011).

## Демографія
Демографічна структура станом на 31 березня 2011 року:
|          | Загалом | Допрацездатний вік | Працездатний вік | Постпрацездатний вік |
| -------- | ------- | ------------------ | ---------------- | -------------------- |
| Чоловіки | 59      | 10                 | 42               | 7                    |
| Жінки    | 55      | 9                  | 36               | 10                   |
| Разом    | 114     | 19                 | 78               | 17                   |